# Aeroportul Pleiku
Aeroportul Pleiku (IATA: PXU, ICAO: VVPK) este un aeroport din Pleiku⁠(d), Gia Lai⁠(d), Vietnam ce deservește zona Pleiku⁠(d). Aeroportul a fost tranzitat în 2018 de 720.000 de pasageri. A fost deschis în 1962 și numit după zona deservită.
Aeroportul este situat la o altitudine de 742 m.